# Логаниевые
Логаниевые (лат. Loganiaceae) — семейство двудольных растений, входящее в порядок Горечавкоцветные, состоящее из 15 родов, распространённых в тропических областях. Прежде оно включало в себя 29 родов, но в результате филогенетических исследований и изучения ДНК, 16 родов были включены в другие семейства.

## Роды
- Antonia — Антония. Монотипный род из Южной Америки, представленный единственным видом Antonia ovata Pohl
- Bonyunia — Бониуния. Род из Южной Африки
- Buddleia — Буддлея. (Род Буддлея сейчас включают в семейство Норичниковые.[2])
- Gardneria
- Geniostoma
- Labordia — Лабордия. Род эндемичен для Гавайских островов
- Liesneria
- Logania — Логания
- Mitrasacme — Митрасакма
- Mitreola
- Neuburgia — Невбургия
- Spigelia — Спигелия
- Strychnos — Стрихнос
- Usteria
- Usteria — Устерия. Род из Западной Африки